# Лејк Парк (Минесота)
Лејк Парк (енгл. Lake Park) град је у америчкој савезној држави Минесота.

## Демографија
По попису из 2010. године број становника је 783, што је 1 (0,1%) становника више него 2000. године.
| Група             | 2000.       | 2010.       |
| Белци             | 747 (95,5%) | 750 (95,8%) |
| Афроамериканци    | 2 (0,3%)    | 1 (0,1%)    |
| Азијати           | 3 (0,4%)    | 2 (0,3%)    |
| Хиспаноамериканци | 3 (0,4%)    | 6 (0,8%)    |
| Укупно            | 782         | 783         |